# Sonequa Martinová-Greenová
Sonequa Martinová-Greenová (nepřechýleně Martin-Green; * 21. března 1985 Russellville) je americká herečka.
Vystudovala divadelnictví na University of Alabama. Od roku 2005 postupně hrála v několika nezávislých filmech, v roce 2011 se představila ve snímku Yelling to the Sky. Od roku 2008 hostovala v různých televizních seriálech. Významnější role ztvárnila postupně v seriálech Dobrá manželka (2009–2011), Okrsek 22 (2012), Živí mrtví (2012–2017) a Bylo, nebylo (2013). Od roku 2017 hraje Michael Burnhamovou v seriálu Star Trek: Discovery.